# دیگو دومینگس
دیگو دومینگس (اسپانیایی: Diego Domínguez‎؛ زادهٔ ۴ مهٔ ۲۰۰۳) قایقران کانو اهل اسپانیا است.
وی در مسابقات کشوری و بین‌المللی در مجموع برندهٔ ۱ مدال برنز شده است.